# Ray (Alabama)
Ray es un lugar designado por el censo ubicado en el condado de Coosa en el estado estadounidense de Alabama. En el censo de 2010 tenía una población de 443 habitantes y una densidad poblacional de 33,37 personas por km².

## Geografía
Ray se encuentra ubicado en las coordenadas 32°52′50″N 86°2′2″O / 32.88056, -86.03389. Según la Oficina del Censo de los Estados Unidos, Ray tiene una superficie total de 21.36 km², de la cual 21.25 km² corresponden a tierra firme y (0.55%) 0.12 km² es agua.

## Demografía
Según el censo de 2010, había 443 personas residiendo en Ray. La densidad de población era de 33,37 hab./km². De los 443 habitantes, Ray estaba compuesto por el 65.91% blancos, el 16.25% eran afroamericanos, el 0.23% eran amerindios, el 1.13% eran asiáticos, el 2.71% eran isleños del Pacífico, el 13.54% eran de otras razas y el 0.23% pertenecían a dos o más razas. Del total de la población el 17.38% eran hispanos o latinos de cualquier raza.